# Nicholas Courtney
Nicholas Courtney, właśc. William Nicholas Stone Courtney (ur. 16 grudnia 1929 w Kairze, zm. 22 lutego 2011 w Londynie) – brytyjski aktor. Najbardziej znany z roli w serialu Doktor Who.

## Życiorys
Nicholas Courtney urodził się w Egipcie jako syn brytyjskiego dyplomaty. Odbył służbę wojskową w armii brytyjskiej, odszedł z niej po upływie 18 miesięcy, gdyż nie chciał kontynuować kariery wojskowej.
Courtney zmarł 22 lutego 2011 roku w Londynie w wieku 81 lat, po krótkiej chorobie.

## Wybrana filmografia
| Lata                        | Tytuł                       | Rola                                                   | Uwagi                                                                         |
| --------------------------- | --------------------------- | ------------------------------------------------------ | ----------------------------------------------------------------------------- |
| 1965                        | Doktor Who                  | Bret Vyon                                              | odcinki The Traitors, Devil's Planet, Day of Armageddon, The Nightmare Begins |
| 1968, 1970–1975, 1983, 1989 | Doktor Who                  | Generał brygady Alistair Gordon Lethbridge-Stewart     | odcinki The Web of Fear (części 3-6) (1968) w randze pułkownika               |
| 1974                        | Miękkie łóżka, twarde bitwy | oficer francuskiego wywiadu                            | niewymieniony w czołówce                                                      |
| 1984                        | To Catch a King             | de Oliveira                                            | film telewizyjny                                                              |
| 1985                        | Prywatna wojna Jenny        | medyk                                                  | film telewizyjny                                                              |
| 1987                        | Tak, panie ministrze        | komisarz policji                                       | odcinek A Diplomatic Incident                                                 |
| 1988                        | Tylko głupcy i konie        | Charles                                                | odcinek Dates                                                                 |
| 1993                        | Dimensions in Time          | Generał brygady Alistair Gordon Lethbridge-Stewart     | odcinek charytatywny z serii Doktor Who                                       |
| 2008                        | Drogi Osamo                 | arcybiskup Canterbury                                  |                                                                               |
| 2008                        | Przygody Sary Jane          | Generał Brygady Sir Alistair Gordon Lethbridge-Stewart | odcinki Wróg Bane'ów (oba)                                                    |
| 2009                        | Liberty Hall                | Alistair Gordon Lethbridge-Stewart                     | krótkometrażowy                                                               |